# موز أرفاكي
موز أرفاكي (الاسم العلمي: Musa arfakiana) هو نوع من النباتات يتبع جنس الموز من فصيلة الموزية.